# 全日本第一位決定戰
全日本第一位決定戰是日本新聞圍棋聯盟主辦的圍棋比賽，前身為日本棋院第一位決定戰，參賽者除日本棋院棋手外還有關西棋院棋手。賽事從1970年到1975年間共舉辦5屆，後轉為碁聖戰。
挑戰以三局分先對局決定勝負，貼目為4目半。第1屆被挑戰者為日本棋院第一位者大竹英雄。全5屆勝利者皆為大竹，他以第5屆優勝者身分，在第1屆碁聖戰中和挑戰者下五番棋決賽。